# Guerra de la Langosta
La Guerra de la Langosta (también conocida como la Operación Langosta; portugués: Guerra da Lagosta; francés: Conflit de la langouste) fue una disputa sobre langostas espinosas que ocurrió entre 1961 y 1963 entre Brasil y Francia. El gobierno brasileño se negó a permitir que los barcos pesqueros franceses capturaran langostas espinosas a 160 km (100 millas) de la costa noreste de Brasil,  argumentando que las langostas "se arrastran a lo largo de la plataforma continental", mientras que los franceses sostenían que "las langostas nadan" y que, por lo tanto, podían ser capturadas por cualquier barco pesquero de cualquier país. La disputa fue resuelta unilateralmente por Brasil, que extendió sus aguas territoriales hasta 200 millas náuticas (370 km; 230 mi) zona, abarcando el criadero de langostas en disputa.

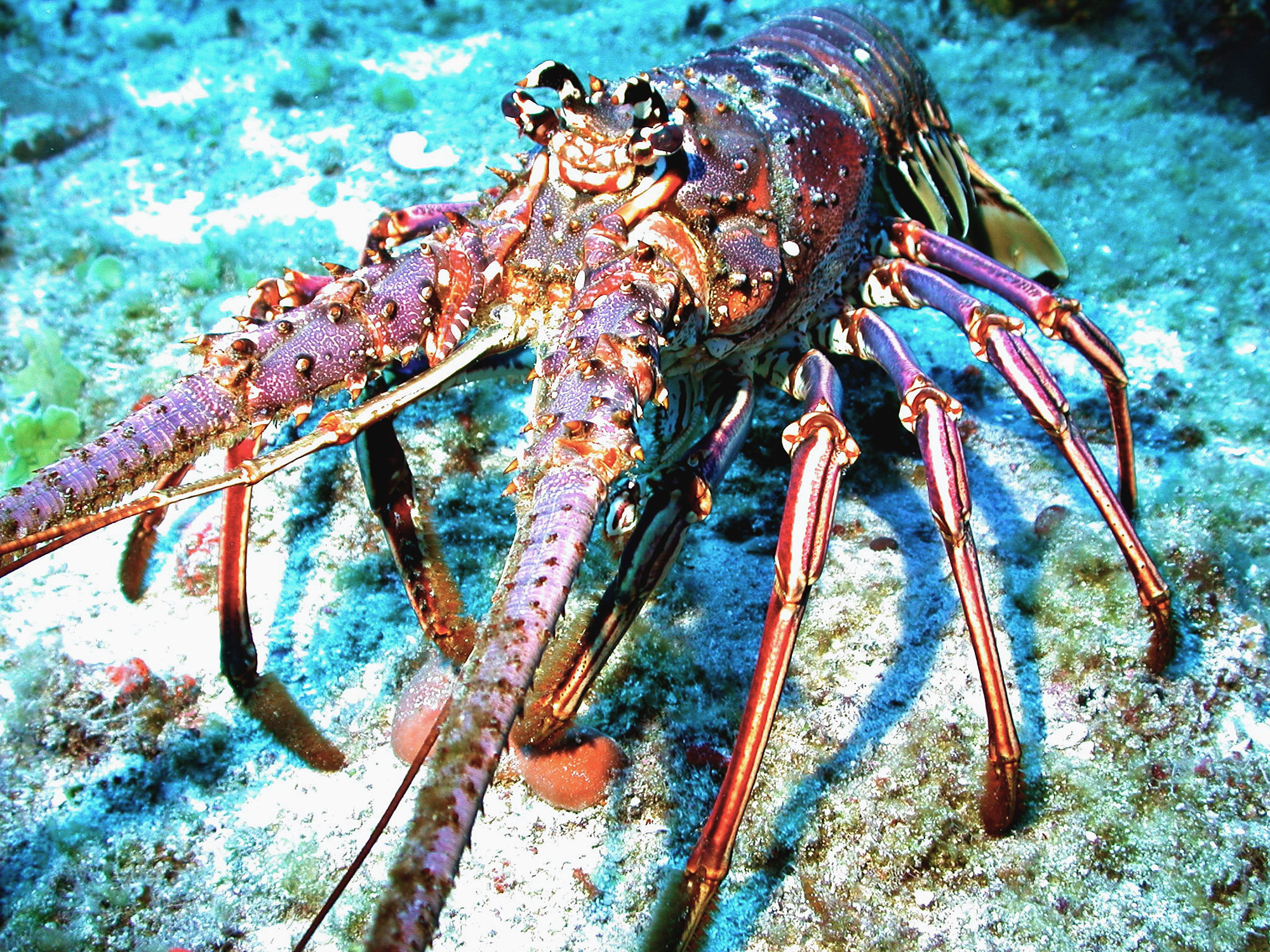
Langosta espinosa del caribe

Aunque este incidente histórico de diplomacia coercitiva puede haber tenido lugar mucho antes de la redacción de la CONVEMAR, la disputa terminó con la firma de un acuerdo el 10 de diciembre de 1964,  que otorgaba a veintiséis barcos franceses el derecho a pescar un período no mayor a cinco años, siempre que entreguen a los pescadores brasileños una cierta cantidad de ganancias de sus actividades pesqueras en las denominadas "áreas designadas".

## Incidente y disputa
En 1961, unos grupos de pescadores franceses que operaban muy rentablemente frente a las costas de Mauritania decidieron extender su búsqueda al otro lado del océano Atlántico, asentándose en un lugar frente a las costas de Brasil donde se encuentran langostas en salientes sumergidos a profundidades de 250 a 650 pies (76 a 198 m).  Pero los pescadores locales se quejaron de que venían grandes barcos de Francia para pescar langostas frente al estado de Pernambuco, por lo que el almirante brasileño Arnoldo Toscano ordenó que dos corbetas navegaran hasta la zona donde se encontraban los barcos pesqueros franceses.  Al ver que el reclamo de los pescadores era justificable, el capitán del barco brasileño exigió que los barcos franceses retrocedieran a aguas más profundas, dejando la plataforma continental a los barcos brasileños más pequeños. La situación se volvió muy tensa una vez que los franceses rechazaron esta demanda y enviaron un mensaje por radio pidiendo al gobierno francés que enviara un destructor para acompañar a los barcos langosteros, lo que llevó al gobierno brasileño a poner sus muchos barcos en estado de alerta.

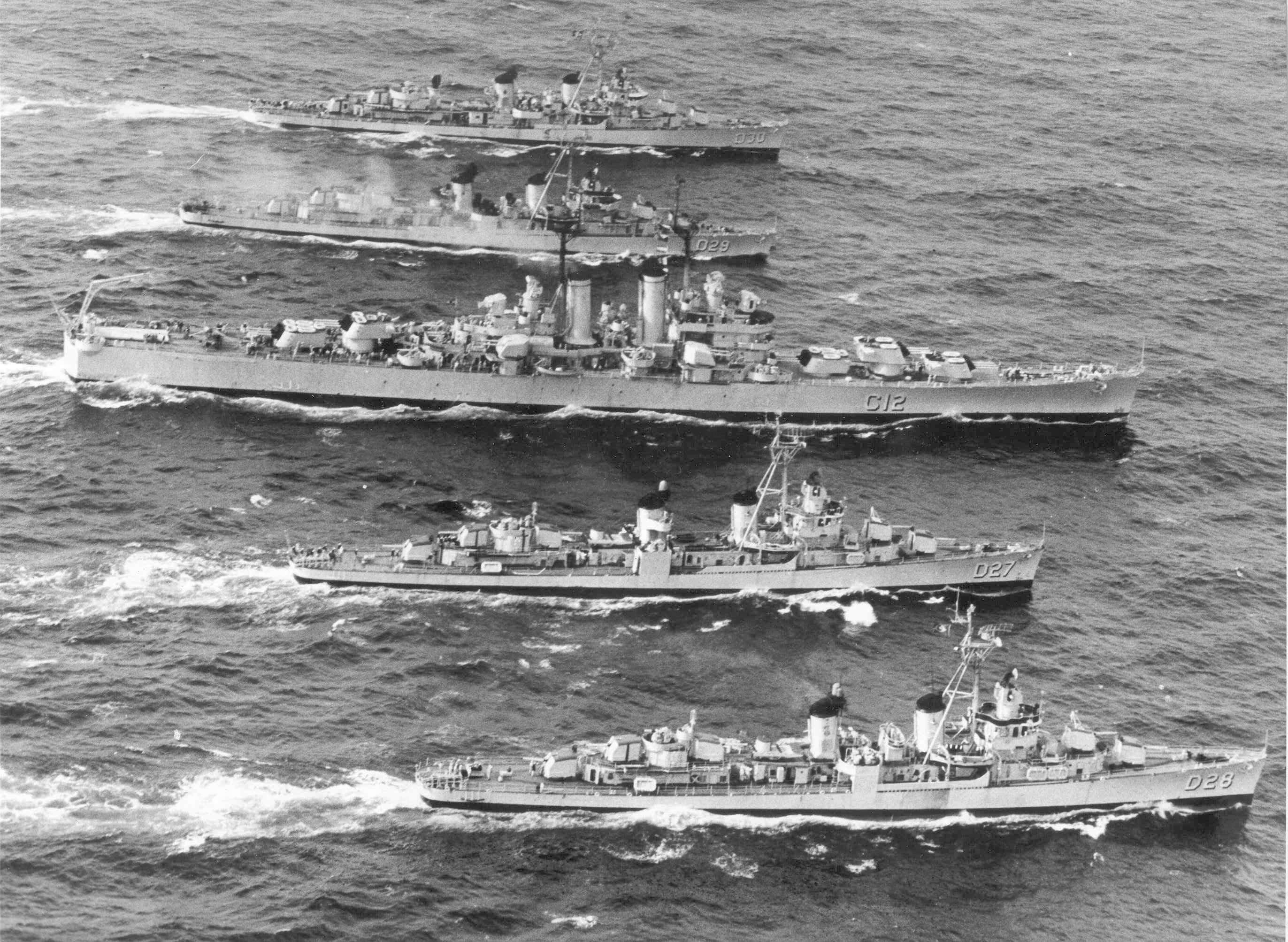
Escuadrón de la Marina de Brasil. En el centro, el crucero Almirante Tamandaré, escoltado por cuatro barcos de la clase Fletcher.

El mismo día, el canciller brasileño, Hermes Lima, consideró el acercamiento francés como un acto de hostilidad y dijo: "La actitud de Francia es inadmisible y nuestro gobierno no retrocederá. La langosta no será capturada".  Convocó una reunión secreta con sus asistentes para revisar los últimos acontecimientos en la guerra de la langosta con Francia. Mientras tanto, el presidente francés Charles de Gaulle reaccionó ante la supuesta interferencia brasileña con los barcos pesqueros franceses que buscaban langostas en la costa brasileña enviando el 21 de febrero el destructor Tartu de clase T 53 de 2750 toneladas para vigilar los barcos pesqueros, pero decidió retirarse para calmar la tensión. El presidente brasileño, João Goulart, le dio a Francia 48 horas para retirar todos los barcos franceses, pero como se negaron a abandonar el área, la Marina brasileña capturó el barco francés Cassiopée frente a la costa brasileña el 2 de enero de 1962.
Por Abril de 1963, ambas naciones estaban considerando si debían ir a la guerra por las langostas o no.

## Actas del Tribunal

### Sobre la tesis científica
El 6 de julio de 1966, el Tribunal Administrativo de Rennes resumió las alegaciones del gobierno francés de que las langostas son como los peces, es decir, que nadan en mar abierto y, por lo tanto, no podían considerarse parte de la plataforma continental. Brasil alegó que las langostas son como las ostras, es decir, que se aferran al fondo del océano y, por tanto, forman parte de la plataforma continental. El almirante Paulo Moreira da Silva, experto de la Marina brasileña en el campo de la oceanografía que había sido enviado para asistir al comité diplomático durante las discusiones generales, argumentó que para que Brasil aceptara la tesis científica francesa de que una langosta sería considerada un pez cuando "salta" en el fondo del mar, entonces tendrían que aceptar de la misma manera la premisa brasileña de que cuando un canguro "salta" sería considerado un ave.

### Sobre las reclamaciones de los armadores
También se observó que las reclamaciones de MM. Celton y Stephen, dos de los armadores que solicitaron indemnización al Estado francés por las pérdidas ocurridas durante la temporada de pesca de enero-marzo de 1963, no tenían derecho a ninguna indemnización, ya que el Gobierno francés no podía ser considerado responsable de la temporada fallida debido a una posición unilateral del Gobierno brasileño. Las decisiones del Conseil d'État desestimaron entonces las alegaciones de que el Gobierno francés había autorizado a los armadores demandantes a enviar sus buques a pescar langostas en alta mar, o frente a las costas de Brasil, afirmando que las licencias concedidas a los demandantes correspondían a los capitanes de los buques y no a los armadores. Que la excepción autorizaba a los capitanes a ejercer el pleno mando de sus buques en cuanto a la pesca en alta mar y no en una zona determinada. Como no hay pruebas de que el Gobierno francés haya autorizado tal acción, sus reclamaciones fueron rechazadas.